# Fun House
Fun House ist das zweite Studioalbum der Detroiter Rockband The Stooges. Es wurde im Juli 1970 von Elektra Records veröffentlicht und gilt als wichtiger Einfluss auf Genres wie Punk oder Noise-Rock.

## Entstehungsgeschichte
Das Album wurde im Mai des Jahres 1970 aufgenommen. Jeden Tag nahm man ein Stück auf und zwar ziemlich genau in der Reihenfolge, wie sie dann auf dem Album erschienen. Die Stooges wählten zunächst Loose als Opener, doch die Plattenfirma setzte Down on the Street durch, da dieser Titel ihrer Meinung nach einen stärkeren Eröffnungstitel darstellte.
Im Juni desselben Jahres wurde die LP veröffentlicht; die Abbildungen auf der Plattenhülle wurde von Ed Caraeff fotografiert und bearbeitet. Die Platte hatte zunächst kaum kommerziellen Erfolg und fand nur in der Szene Beachtung. Im selben Monat wurde Down on the Street als Single veröffentlicht, die etwas mehr Erfolg als das Album hatte.
Erst mit der aufkeimenden Punk-Bewegung wurde das Album mehr beachtet. Es erschienen Coverversionen einiger Stücke, und viele der Punkbands nannten die Stooges und Fun House als wesentlichen Einfluss.

## Neuauflagen
Im Jahr 1999 kam das limitierte Boxset 1970: The Complete Fun House Sessions mit 7 CDs auf den Markt. Es wurde von Rhino Records veröffentlicht und enthält alle Aufnahmen und Takes des Albums, von jedem einzelnen Tag, und zusätzliche Single-Versionen von Down On The Street und 1970. Mit Highlights from the Fun House Sessions erschien 2017 eine kompakte Zusammenstellung ausgewählter Aufnahmen als Doppel-LP. 
2005 veröffentlichten Elektra und Rhino eine Doppel-CD, deren erste Disc das Album enthält. Auf der zweiten Disc sind Ausschnitte und Höhepunkte des Boxsets von 1999 enthalten.
Im Juli 2020 erschien in begrenzter Stückzahl die Jubiläumsausgabe 50th Anniversary Deluxe Edition mit 15 LPs und zwei 7″-Singles. Enthalten sind ein Remaster des Albums, The Complete Fun House Sessions, der Konzertmitschnitt Have Some Fun: Live at Ungano’s sowie Single-Versionen.

## Musikstil
Das Album beginnt mit dem Stück Down on the Street, einem harten Song, der auf die Atmosphäre des Albums einstimmt. Der Titel wurde auch als Single veröffentlicht und zählt zu den bekanntesten der Stooges.
Der zweite Titel ist Loose. Dieser ist zwar auch aggressiv, doch enthält er sanftere Zwischenstellen. Das Tempo wird etwas heruntergeschraubt; Loose ist eines der melodischeren Stücke des Albums.
Mit T.V. Eye wird das Album wieder härter. Das Stück wurde von etlichen Bands gecovert. Bekannt ist das Stück auch für Iggy Pops manischen Schrei („Lord“), das das Stück einleitet.
Der letzte Titel der ersten LP-Seite ist Dirt. Der Song ist von Tempo, Text und Charakter ein Blues mit schmutziger, aber gefühlvoller Poesie, nicht unähnlich zu den Doors. Eine zwischen rau und klar wechselnde Lead-Gitarre und der emotionale, manchmal nur gehauchte und undeutliche Gesang Pops zeichnen Dirt aus. Mit dem Titel endet die erste Seite der LP relativ ruhig.
Die zweite Seite beginnt mit 1970, dessen Textpassage “I feel alright!” sehr bekannt ist. Es ist nach Dirt wieder ein härteres und aggressiveres Stück und wurde auch als Single veröffentlicht.
Es folgt Fun House, mit fast acht Minuten das längste Stück des Albums. Auffällig ist hier Steven Mackays Saxophonspiel. Der Titel beruht auf der Stimmung und Atmosphäre eines „Fun House“, einer Attraktion auf dem Jahrmarkt.
Das Album endet mit dem Stück L.A. Blues. Das Lied ist der aggressivste und härteste Moment des Albums. Es besteht im Grunde aus den wilden Schreien Pops, dissonanten Gitarrentönen und dem wilden Schlagzeugspiel Scott Ashetons.

## Titelliste
Alle Songs stammen aus der Feder von Dave Alexander, Ron Asheton, Scott Asheton und Iggy Pop.
Seite 1
1. Down on the Street – 3:43
2. Loose – 3:34
3. T.V. Eye – 4:17
4. Dirt – 7:03
Seite 2
5. 1970 – 5:15
6. Fun House – 7:47
7. L.A. Blues – 4:57
Bonustracks (2005)
8. T.V. Eye (Takes 7 & 8) – 6:01
9. Loose (Demo) – 1:16
10. Loose (Take 2) – 3:42
11. Loose (Take 27) – 3:42
12. Lost in the Future (Take 1) – 5:50
13. Down on the Street (Take 1) – 2:22
14. Down on the Street (Take 8) – 4:10
15. Dirt (Take 4) – 7:09
16. Slide (Slidin’ the Blues) (Take 1) – 4:38
17. 1970 (Take 3) – 7:29
18. Fun House (Take 2) – 9:30
CD-Bonustracks (2005)
19. Fun House (Take 3) – 11:29
20. Down on the Street (Single Mix) – 2:43
21. 1970 (Single Mix) – 3:21

## Bedeutung
Seit der Veröffentlichung von Fun House im Jahr 1970 wurde eine ganze Reihe von Bands von dem Album beeinflusst. Die Stooges gelten als bedeutender Einfluss des frühen Punkrocks. Henry Rollins, früherer Sänger von Black Flag, bezeichnete es als sein Lieblingsalbum. Auch auf den Noise-Rock der 1980er Jahre zeigte es nachhaltigen Einfluss, so etwa durch Nick Cave, der Fun House ebenso wie Produzent Steve Albini als eines seiner Lieblingsalben bezeichnete. Auch lässt sich Iggy Pops hohes, spitzes Geschrei bei Blixa Bargeld von der deutschen Industrial-Band Einstürzende Neubauten wiederfinden.
Die Musikzeitschrift Rolling Stone wählte Fun House 2003 auf Platz 191 und 2020 auf Platz 94 der 500 besten Alben aller Zeiten.
In der Aufstellung der 500 besten Alben aller Zeiten des New Musical Express belegt es Platz 104.
Pitchfork wählte Fun House auf Platz 12 der 100 besten Alben der 1970er Jahre.
In der Auswahl der 200 besten Alben des Magazins Uncut erreichte Fun House Platz 43.
Das Album wurde in die 1001 Albums You Must Hear Before You Die aufgenommen.

„‚Die perfekte Hintergrundmusik für eine Auspeitschparty‘, freute sich die ‚Los Angeles Free Press‘ anläßlich einer Live-Show von Iggy Pops Stooges. Womit so ziemlich alles gesagt ist, denn auch auf FUNHOUSE, dem zweiten Album der ‚Strohpuppen‘, übt sich Iggy in schmerzerfüllter Urschrei-Therapie, während seine garstigen Band-Kollegen ungestüm und monoton ihre bedauernswerten Instrumente traktieren. Feingeister können dem Frühpunk-Werk wahrscheinlich wenig abgewinnen, doch Freunde der härteren Gangart kommen bei Songs wie ‚1970‘ oder ‚Loose‘ sicher auf ihre Kosten. Mit oder ohne Peitsche.“